# Blacka Musik
Blacka Musik är en musikförening med verksamhet i bruksorten Skärblacka (i folkmun Blacka) utanför Norrköping. 

## Historia[1]
1983 startade den ideella föreningen Blacka Musik.  
Allt startade efter ett telefonsamtal från Rikskonserter, som i uppdrag av Norrköpings kommuns 600-årsfirande, sökte orter i kommunens ytterkant som ville vara med och starta karneval/festivalprojekt.
De då unga engagerade Skärblackabanden Kalle Baah, NBF, Under våren, Why Not och Just Därför tog i samband med detta över ett oanvänt musikrum på fritidsgården. Detta blev fröet till Blacka Musik.
På bara en vecka kom tolv nya band, de flesta inom reggae. Som mest var det 22 aktiva reggaeband i Skärblacka.
I och med ökandet av band startade man pedagogisk musikverksamhet och man ansökte även till kommunen för att få skapa ett "musikhus" i fritidsgårdsform. 
Ansökningen beviljades och sedan dess ligger Blacka Musiks lokaler belägna i Skärblacka-simhallens källare.

## Bob Marley Minneskonsert
Minneskonserten som årligen hålls i Skärblacka och som är en av Blacka Musiks återkommande arrangemang startades redan den 11 maj 1981, samma dag som Bob Marleys död. 
Den första minneskonserten hölls mitt i ett bostadsområde av Kalle Baah, för att hylla den nyss avlidna ikonen. Sedan dess har minneskonserten växt och är numera en endagsfestival med omkring 4000 - 6000 besökare.

### Gästande artister

#### Internationella
- Max Romeo
- Marla Brown
- Little Roy
- Kenyatta Hill
- Christos DC
- Culture
- Israel Vibration
- Savannah Band
- King Fari Band
- Macka B
- Freddie McGregor
- Misty in roots
- Revelation time

#### Inhemska
- Stures Dansorkester
- Kultiration
- Peps Persson
- Anders F Rönnblom
- COD Lovers
- Paraden
- First light
- Cajsa Camomille
- Shure Brothers Band
- Svenska Akademien
- Kapten röd
- Governor Andy
- Babatune Tony Ellis
- Alvaret
- Partiet
- General Knas
- Syster Sol
- Roots Circus
- Coca Carola
- Utanbygatan
- Stefan Sundström
- Antonio D
- Dag Vag
- Papa Dee
- Dan Corn
- Raven Reii / DJ Badejo
- UB39
- Roxanne
- Ras Cricket
- Diego Jah

#### Lokala
- Kalle Baah
- Gräsrot
- Marx Gallo
- Daniella Torres
- Hilltown Syndicate
- Ital
- Elweroth
- The Old Spares
- Just Därför
- Chimney Rebels
- Roots Mos
- Jah Nour
- Norsholms Befrielsefront
- Why Not
- Under Våren
- Rickys
- Blacka Fire
- Akacia
- Drama Roots
- The Nifters
- Netuka
- Näsblod
- Riddim Section
- Ingen Utväg
- Fredrik Johansson & Humanisterna
- Star
- Blommor & Bin
- PÜnk Grupp
- Random
- Anguish
- TwoW
- Italisers
- The Diciples
- Marcus och Hans arme
- The small axe
- Desmodrôme
- Kiihjano
- Flygplan Eller?
- Kidz of babylon
- Just another name
- Enok 50
- Kaos kris och helvete
- DigiDubSystem
- R.U.F.B
- Jahsmine
- Asca
- Reggaestrer@
- Dancehall Pirates
- Next Chune
- ZeroOneDoubleTwo
- Reggaena
- Chapter3
- One Vibe
- Soca Baboons
- Jammin
- Ploy boys

(Under påfyllnad)